# Трагопан синьогорлий
Трагопан синьогорлий (Tragopan temminckii) — вид куроподібних птахів родини фазанових (Phasianidae). Поширений у Південній Азії. Названий на честь нідерландського зоолога Конрада Якоба Темінка (1778—1858).

## Поширення
Цей птах широко поширений від штату Аруначал-Прадеш на північному сході Індії на заході до північних регіонів М'янми та В'єтнаму на сході та до центрального Китаю на півночі. В Китаї його присутність була зареєстрована в Тибеті, Юньнані, Сичуані, Гуансі, Гуйчжоу, Ганьсу, Шеньсі, Хубеї та Хунані. Як і всі трагопани, він мешкає у високогірних лісах і великих гірських масивах до 4000 метрів. Він віддає перевагу деяким есенціям, особливо заростям бамбука та рододендронів. Також поширений вздовж високогірних водотоків і струмків, уздовж яких у великій кількості ростуть папороті та інші рослини. У межах свого ареалу вид займає області з температурою від 5 до 25 °C. Він віддає перевагу районам, які отримують річну кількість опадів, яка зазвичай коливається від 200 до 250 сантиметрів.

## Опис
Півень досягає довжини тіла 64 см, з яких 18—23 см припадає на відносно короткий хвіст. Вага від 980 до 1600 г. Курка менша й легша з довжиною тіла 58 см і довжиною хвоста 15—18 см і вагою 970—1100 г.
Дзьоб у самця чорний з кінчиком тілесного кольору, райдужка коричнева. Неоперена область навколо ока блакитна і більша, ніж у подібного трагопана-сатира. Прямостоячі «роги», що лежать по діагоналі позаду ока, зеленувато-блакитні, джгути блідо-блакитні. Під час залицяння він також може бути значно розширеним, потім тягнеться до грудей і показує темно-синій нагрудник зі світлими плямами посередині та вісім-дев'ять червоних полів з кожного боку, деякі з яких з'єднані одне з одним. Голова чорного кольору з пір'ям і капюшоном з помаранчевими смугами з боків. На верхній стороні шиї є помаранчеві плями, які переходять у яскраво-помаранчевий колір нижньої частини шиї, який зливається з темно-оранжево-червоним кольором оперення тіла на шиї та грудях. На нижній стороні видно світло-сірі краплеподібні плями, які збільшуються до боків. На спині, покривах крил, крупі та верхніх покривах хвоста видно білі плями в чорній рамці. Зовнішній верхній покрив хвоста подовжений, округлий і світло-сірий з червоними краями. Кермові пір'я мають каракулі та поперечні смуги на бежевому фоні біля основи та мають широку чорну кінцеву смугу. У півня лапки рожеві.
Переважно коричневе забарвлення самки відрізняється у різних особин. Іноді він переходить у червонувато-коричневий колір, але ніколи не так чітко, як у курки трагопана-сатира. Усе оперення тіла темно-плямисте та поцятковане на коричневому тлі та має світлі смуги або плями. Пір'я хвоста нечітко темно-смугасте. Лапи блідо-тілесного кольору.

## Спосіб життя
У дикій природі трагопани синьогорлі є дуже потайними птахами, які зазвичай проводять дні, ховаючись серед листя дерев. Живуть поодинці або парами. Це всеїдна тварина, яка харчується переважно рослинною їжею: бруньками, пагонами та листям бамбука, фруктами, зокрема жолудями, ягодами та насінням; завершує свій раціон поїданням комах під час гніздування. 
Гніздо зазвичай розташоване на дереві. Часто це покинуте гніздо іншого виду, яке птах відновлює. Самииця вистилає його листям і гілочками й розміщує туди свій виводок. Кладка складається з 3—5 яєць, інкубація яких триває від 28 до 30 днів.